# 카길애그리퓨리나 문화재단
카길애그리퓨리나 문화재단은 축산 ·사료분야의 학술적 연구활동과 기술개발등을 장려하여 축산 및 사료산업의 국제경쟁력 향상과 발전 도모를 목적으로 1997년 8월 25일 설립허가된 대한민국 농림축산식품부 소관의 재단법인이다. 사무실은 경기도 성남시 분당구 구미동 7-1, 한림원 빌딩 8층에 있다.